# Gran per a l'edat gestacional
Gran per a l'edat gestacional (GEG) és un terme que s'utilitza per descriure els nadons que neixen amb un pes anormalment elevat, concretament en el percentil 90 o superior, en comparació amb altres nadons de la mateixa edat de desenvolupament. La macrosomia és un terme similar que descriu l'excés de pes al néixer, però es refereix a una mesura absoluta, independentment de l'edat gestacional. Normalment, el llindar per diagnosticar la macrosomia és un pes corporal d'entre 4.000 i 4.500 grams, o més, mesurat en néixer, però hi ha dificultats per arribar a un acord universal d'aquesta definició.
L'avaluació d'un nadó per a la macrosomia o GEG pot ajudar a identificar els riscos associats al seu naixement, incloses les complicacions del treball de part tant per la mare com pel fill, les possibles complicacions de salut a llarg termini de l'infant i la mortalitat infantil.